# أمينة شلباية
أمينة شلباية ملكة جمال مصر لعام 1988م. تخرّجت في كلية الاقتصاد والعلوم السياسية، ظلّت تعمل في مجال عروض الأزياء، وقامت بفتح مدرسة خاصة لتعليم كيفية وضع المكياج والعناية بالبشرة، ومؤخّرًا تعمل مُقدّمة لبرنامج يهتم بأمور الموضة والعناية بالبشرة والجمال.
دخلت مجال التمثيل بفيلم ليه تعيشها وحدك مطلع عام 2024.

## وصلات خارجية
- أمينة شلباية على موقع IMDb (الإنجليزية)
- أمينة شلباية على موقع قاعدة بيانات الأفلام العربية